# كنيسة القديس نقولا (بوغدانوف)
كنيسة القديس نقولا (بالروسية: Церковь Николая Чудотворца)، نسبة إلى القديس نقولا، هي كنيسة روسية أرثوذكسية تقع في نجع بوغدانوف، منطقة كامنسكي، روستوف أوبلاست، روسيا، تم تشييدها سنة 1891.

## تاريخ

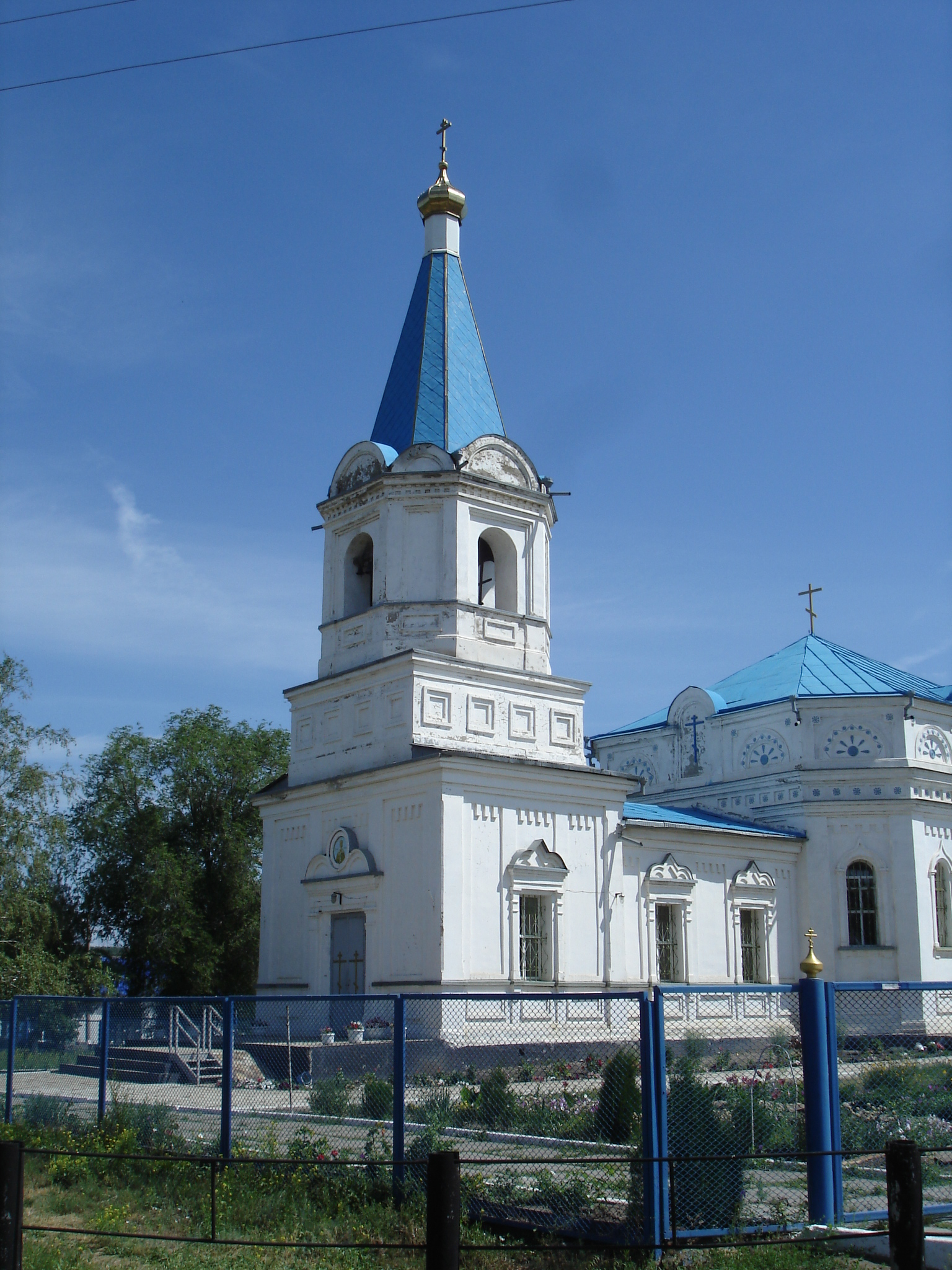
برج الناقوس

تم بناء كنيسة القديس نقولا في نجع بوغدانوف سنة 1891. وهي واحدة من أربع كنائس فقط في منطقة كامنسكي في روستوف أوبلاست، التي تم الحفاظ عليها بعد ثورة أكتوبر.
خلال الحقبة السوفياتية، تم إغلاق الكنيسة. وتم فتحها مرة أخرى في عام 1943، خلال الحرب الوطنية العظمى، مباشرة بعد أن تم تحرير القرية من غزو القوات الألمانية. عقدت الخدمات الإلهية في الكنيسة حتى عام 1962، عندما بدأ الاضطهاد الديني في عهد نيكيتا خروتشوف. كانت هناك بعض المحاولات غير الناجحة التي قامت بها السلطات السوفياتية المحلية لتدمير الكنيسة، ولكن في وقت لاحق قرروا تحويل المبنى إلى مخزن من مزرعة كيروف الجماعية.
افتتحت الكنيسة في عام 1990 للمرة الثالثة. وشارك القوزاق من قرية غوندوروفسكي أيضا في أعمال الترميم.